# Aílton (football, 1968)
Pour les articles homonymes, voir Aílton.
Aílton Delfino, plus connu sous le nom de Aílton, est un footballeur brésilien né le 1er septembre 1968 à Belo Horizonte. Il jouait principalement comme avant-centre ou milieu offensif.

## Biographie
Aílton commence sa carrière dans les catégories jeunes de l'Atlético Mineiro. Il fait ses débuts professionnels en 1988 avec l'équipe principale, participant à la conquête de trois Campeonatos Mineiro en 1988, 1989 et 1991, ainsi qu'à une Copa CONMEBOL.
En 1993, Aílton rejoint le Benfica Lisbonne, en tant qu’alternative à Adolfo Valencia, après l'échec des négociations avec le Colombien Il fait ses débuts lors d'un match amical contre le FC Barcelone le 18 août 1993, inscrivant le but du 2–1 à la 73e minute. Sa première saison au Portugal est un succès : il aide le club lisboète à remporter le Championnat du Portugal, inscrivant 14 buts en 33 matchs, notamment le premier lors de la victoire contre Porto le 6 février 1994,.
Lors de sa seconde saison, Artur Jorge opère plusieurs changements dans l'effectif, ce qui conduit au prêt d'Aílton au São Paulo jusqu'en juin 1995. Il revient au Benfica pour un passage de six mois en 1995, sans grand succès, avant de rejoindre définitivement São Paulo en janvier 1996.
Au São Paulo FC, il remporte la Copa Master de CONMEBOL, marquant un but en demi-finale contre le Botafogo. Par la suite, il joue pour cinq autres clubs, notamment l'AD São Caetano, qu’il aide à terminer deuxième de la Série A en 2000 et 2001, ainsi qu’en finale de la Copa Libertadores 2002.

## Palmarès
Atlético Mineiro
- Campeonato Mineiro :  
  - Vainqueur : 1988, 1989 et 1991.
- Copa CONMEBOL :  
  - Vainqueur : 1992.

 Benfica Lisbonne
- Championnat du Portugal :  
  - Vainqueur : 1993-94.
- Coupe du Portugal :  
  - Vainqueur : 1995-96.

 São Paulo FC
- Copa Master de CONMEBOL :  
  - Vainqueur : 1996.

 Cruzeiro
- Copa Libertadores :  
  - Vainqueur : 1997.